# Estallido peruano en Pichanaqui
El estallido peruano en Pichanaqui corresponden a una serie de incidentes violentos ocurridos el 16 de diciembre de 2022, en la ciudad de Pichanaqui, provincia de Chanchamayo (Junín), en el contexto de la liberación de la Carretera Marginal de la Selva, bloqueada por manifestantes opositores al gobierno de Dina Boluarte durante la convulsión social de Perú.
Los enfrentamientos ocurrieron un día después de la masacre de Ayacucho y marcaron el fin de los incidentes violentos en el mes de diciembre en el contexto de la convulsión social de Perú.

## Antecedentes

### Intento de autogolpe de Estado
El por entonces presidente Pedro Castillo dio un autogolpe de Estado el 7 de diciembre de 2022 en el cual anunció la disolución del congreso y la intervención de diversas instituciones del Estado. Sin embargo, el intento de autogolpe fracasó y, amparándose en el artículo 46 de la Constitución para el inicio del proceso, el congreso vacó a Pedro Castillo. La posterior detención de Pedro Castillo cuando se dirigía a la embajada de México para buscar asilo político hizo que sus seguidores, convocados previamente para la tercera "Toma de Lima", iniciaran manifestaciones que se extendieron por todo el país, a la que se unieron diversos colectivos y organizaciones de izquierda.
El 10 de diciembre la región de Apurímac se declaró en insurgencia popular lo que dio el saldo de 6 manifestantes muertos, días después, el 15 de diciembre, una decena de manifestantes murieron en una serie de enfrentamientos en la ciudad de Ayacucho.

## Conflicto

### Bloqueos en la carretera marginal
El 13 de diciembre de 2022, decenas de manifestantes bloquearon con piedras, llantas y árboles la Carretera Marginal de la Selva a la altura del kilómetro 74, en el sector de la Florida, del distrito de Pichanaki (Chanchamayo), impidiendo la conexión de las provincias de Chanchamayo y Satipo. Los manifestantes se dividieron en dos grupos, el primero liderado por el excongresista Carlos Chavarria Vilcatoma exigía la liberación de Pedro Castillo y una nueva constitución política, mientras que el segundo grupo integrado por manifestantes ashánincas pedía el cierre del congreso y nuevas elecciones generales.
En el centro de Pichanaki, unos 400 manifestantes liderados por Carlos Chavarria quien estaba en un tráiler adornado con una bandera peruana llamaron a la población a unirse a las protestas. En ese contexto, el comisario de Pichanaki, comandante PNP Jonny James Vargas Ontón pidió a los manifestantes liberar el puente Ccapacchari para que una camioneta policial con detenidos pueda ingresar a la zona.

Ubicación del distrito de Pichanaki en la provincia de Chanchamayo (región Junín).

### Enfrentamientos
En la noche del 15 de diciembre, un contingente de más de 50 efectivos de la Policía Nacional del Perú y de los Sinchis de Mazamari, apoyados por unidades del Ejército Peruano llegaron a Pichanaki. 
Durante la madrugada del 16 de diciembre, las fuerzas del orden desbloquearon el puente de ingreso al distrito de Pichanaqui en el sector de Sangani, punto de conexión entre la provincia de Chanchamayo y Satipo en el kilómetro 74 de la Carretera Marginal de la Selva Central, teniendo un enfrentamiento con alrededor de 200 a 700 manifestantes. El jefe de la VI Macro Región Policial Centro, general PNP Gregorio Martín Villalón declaró que los manifestantes intentaron tomar la comisaría de Pichanaki y atacaron sus instalaciones con bombas molotov. Esos primeros enfrentamientos dejaron 1 (Jhonatan Tello Claudio) civil muerto y 5 heridos, entre ellos dos agentes que fueron alcanzados por las bombas molotov.

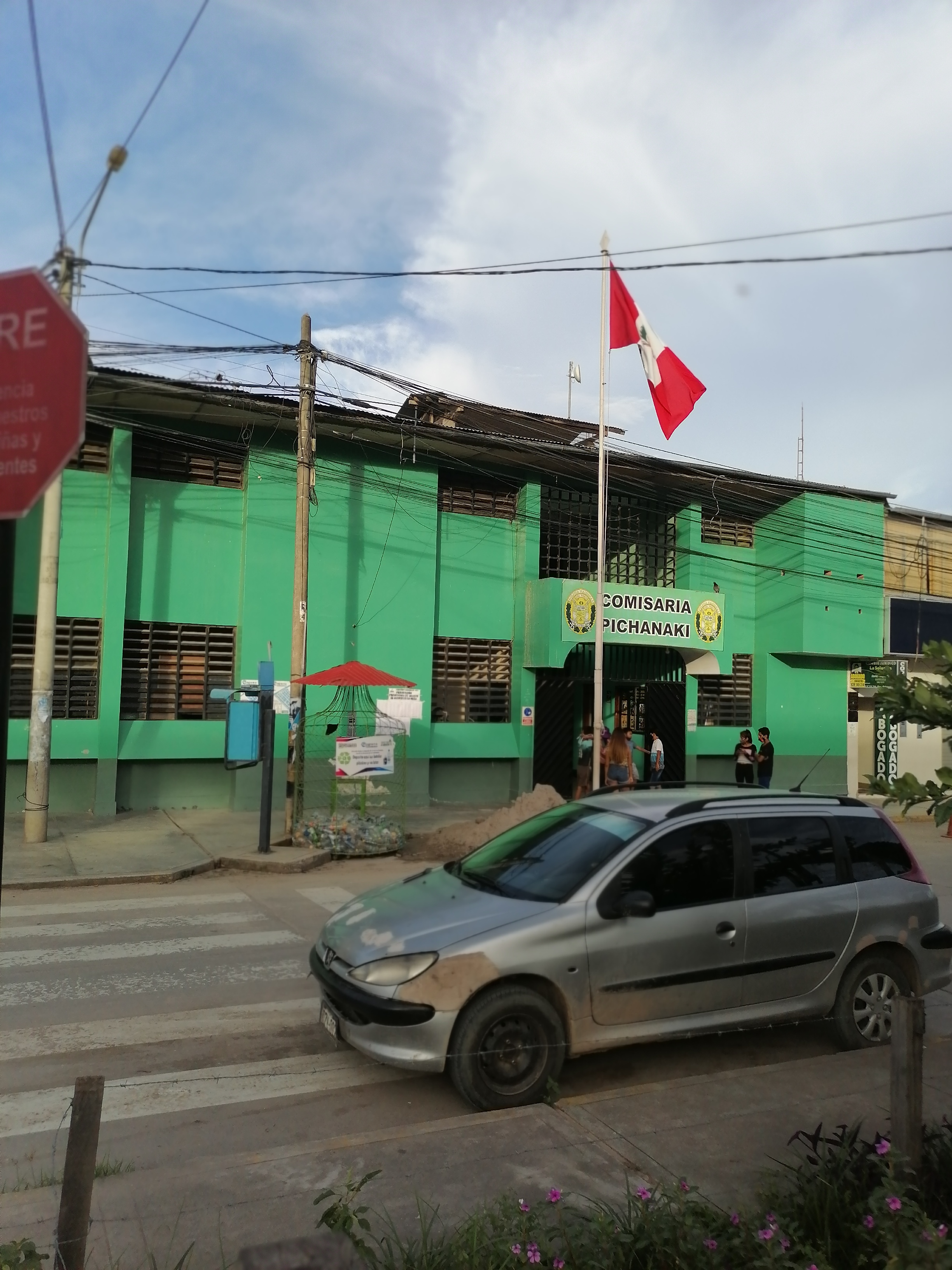
Comisaría de Pichanaki

La policía también liberó los kilómetros 53, 61 y 70, que estaban de igual forma bloqueadas por manifestantes, de este modo la región Junín no tenía ningún bloqueo de vías. Durante la mañana, los enfrentamientos se reanudaron en el kilómetro 74 y en las calles aledañas. En la calle Marginal, a pocas cuadras del puente de Pichanaqui, un manifestante falleció, mientras que horas después otro manifestante murió en los enfrentamientos. Una tanqueta de los Sinchis de Mazamari fue empleada para repeler a los manifestantes. En total, fallecieron 3 civiles y fueron heridos 52 personas (43 manifestantes y 9 policías).

### Cese de los enfrentamientos
Casi al anochecer del 16 de diciembre, el general PNP César Chávez Navarro, jefe de la División Policial Chanchamayo, y el comandante Jhony James Vargas se reunieron con Isabel Mendoza Núñez, Erlix Ñaupari Barzola y Luis Páucar Quintanilla, representantes de la sociedad civil y llegaron al acuerdo de poner fin a las acciones violentas y al bloqueo de vías en Pichanaki.
Como los heridos continuaron llegando hasta establecimientos de salud en la noche, la Red de Salud de Pichanaki se declaró en alerta roja.

### Víctimas

#### Fallecidos
Las necropsias de los 3 fallecidos coinciden en que murieron por impactos de bala "de atrás hacia adelante".
- Jhonatan W.T.C (17) falleció en la madrugada, durante el desbloqueo del kilómetro 74. Según sus familiares no estaba participando de las protestas y en su lugar, solo estaba observando debido a que su domicilio se ubicaba cerca al lugar de enfrentamientos.[21]
- Ronaldo Barra Leiva (22), exsoldado, falleció en la tarde.[22]
- Diego Galdino Vizarra (45), falleció en la tarde.[13]

#### Heridos
Un total de 9 policías fueron heridos en los enfrentamientos del 16 de diciembre de 2022. El suboficial PNP Jhus Klinman Marín Cárdenas y el alférez PNP Cristian Rafael Quispe Ventura fueron impactados por balas, lo que demuestra que algunos manifestantes estaban usando armas de fuegos durante los enfrentamientos, el suboficial Klinman quedó en estado grave pues el proyectil afectó sus pulmones y el hígado, por lo tanto fue trasladado a Lima.
Alrededor de 43 manifestantes resultaron heridos en los enfrentamientos. El agricultor Aldis Charichi Lázaro resultó gravemente herido, un proyectil de bala le afectó el pulmón, el bazo y los intestinos.

## Repercusiones
Por los presuntos delitos de homicidio, genocidio y lesiones ocurridos el 16 de diciembre de 2022, el Ministerio Público inició una investigación contra el jefe de la VI Macro Región Policial Centro, general PNP Gregorio Martín Villalón, el jefe de la División Policial de Chanchamayo, coronel PNP César Felipe Chávez Navarro, y el comisario de Pichanaqui, comandante PNP Jonny James Vargas Ontón.

El 1 de enero de 2023, el nuevo gobernador regional de Junín, Zósimo Cárdenas, juramentó su cargo en el distrito de Pichanaqui, declarando lo siguiente:
“En memoria del ingeniero Orlando Cárdenas Muje, en memoria de los caídos, víctimas, de mis conciudadanos, de este último paro, a todos los agricultores de las comunidades campesinas y nativas; por los niños, por las mujeres violentadas, por toda la región Junín, para gobernar con equidad y justicia, sí juro”
Días después, anunció que le había enviado una carta a la presidenta Dina Boluarte donde le pide que castigue a los responsables de las muertes en Pichanaki.

### Bloqueos en Pichanaki en 2023
Con la reanudación de las protestas a nivel nacional, el distrito de Pichanaki sufrió nuevos incidentes. El 4 de enero de 2023, el kilómetro 74 de la Carretera Marginal de la Selva fue bloqueado brevemente por manifestantes y mototaxistas liderados por el dirigente y presidente del Comité de Lucha de Pichanaqui – Sangani, Roberto Carlos Chavarría Vilcatoma. Al día siguiente, el puente de Pichanaki amaneció bloqueado por gran cantidad de mototaxistas. Sin embargo, una facción de trabajadores de construcción civil llegaron a la zona e iniciaron una gresca con los manifestantes, los hermanos Chirote Flores agredieron con un palo al dirigente Chavarria Vilcatoma dejándolo herido, dicho dirigente acusó a sus agresores de estar pagados por algunas empresas y sectores del Estado.
El 7 de enero, nuevamente hubo una gresca entre los manifestantes y civiles en contra de las protestas, en esta oportunidad, hubo disparos al aire, y se logró liberar el puente Pichanaki, lo que se consolido con la llegada de unidades de la policía. Por motivo de la segunda marcha de los cuatro suyos, el puente Pichanaki fue nuevamente bloqueado, pero liberado pacíficamente el 23 de enero.

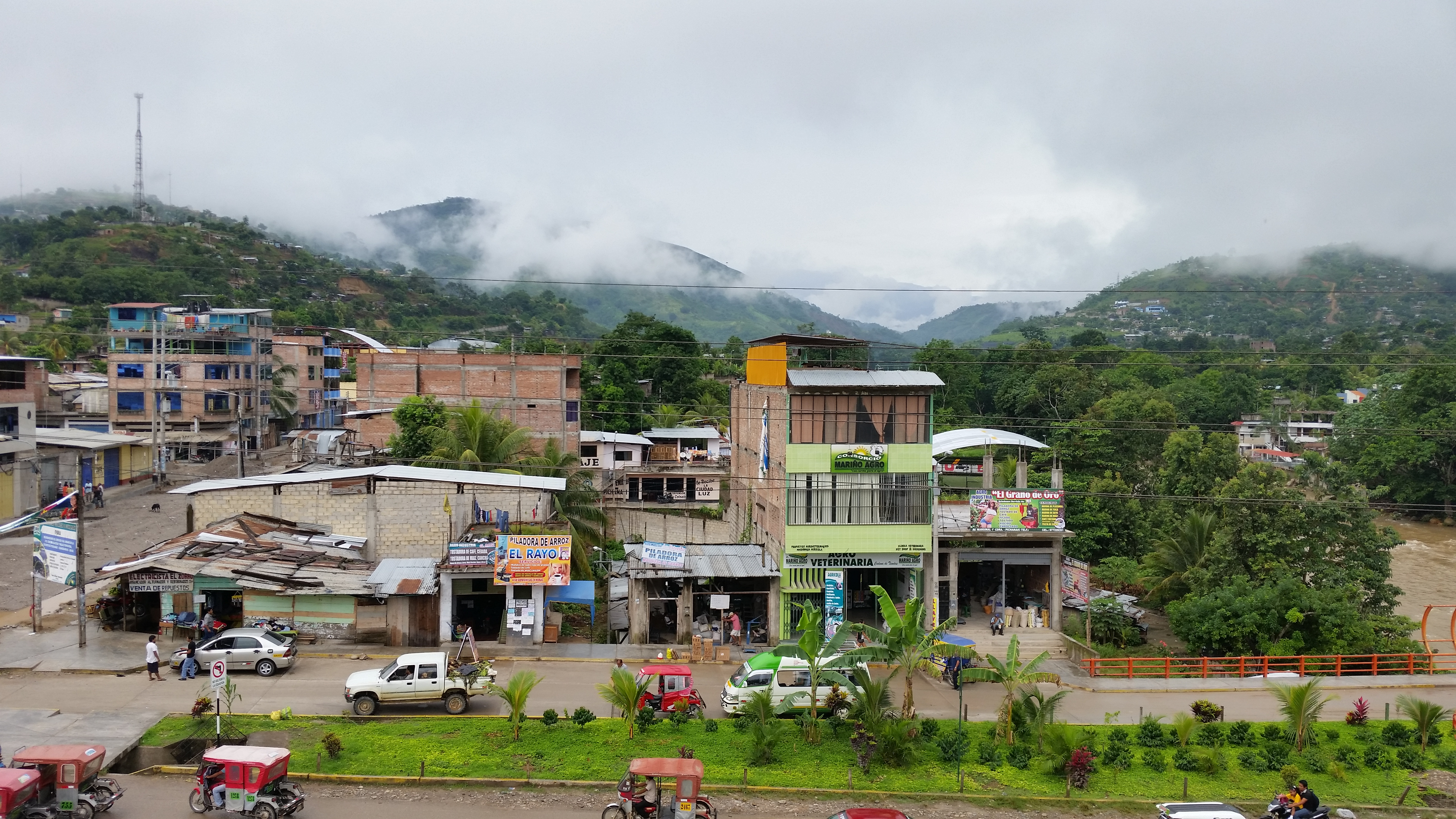
La ruta nacional PE-5S llegando al puente sobre el río Pichanaqui.

El 31 de enero el puente de Pichanaki fue bloqueado, sin embargo, un grupo de motociclistas acudió a la zona e hirieron a balazos a tres personas, pero no pudieron liberar el puente. El 1 de febrero, tanto la carretera central como la Carretera Marginal de la Selva fueron nuevamente bloqueadas por manifestantes dirigidos por Carlos Chavarria exigiendo la renuncia de Dina Boluarte. Chavarria anunció que se sumaría a la «Toma de La Oroya». Finalmente la Carretera Marginal de la Selva fue liberada completamente y pacíficamente el 4 de febrero por los manifestantes. La policía incauto bombas molotov.